# Abdul-Ahad Sana
Abdul-Ahad Sana (* 10. Dezember 1922 in Araden, Irak; † 28. Februar 2007) war emeritierter chaldäisch-katholischer Bischof von Alqosh im Irak.

## Leben
Abdul-Ahad Sana empfing am 15. Mai 1947 die Priesterweihe. 1960 wurde er von Papst Johannes XXIII. zum Bischof des neu gegründeten Bistum Alqosh bestellt. 2001 wurde seinem Rücktrittsgesuch durch Johannes Paul II. stattgegeben.